# NGC 931
'NGC 931 (другие обозначения — UGC 1935, IRAS02252+3105, MCG 5-6-49, ZWG 504.89,  MK 1040, KUG 0225+310, PGC 9399) — галактика в созвездии Треугольник.
Этот объект входит в число перечисленных в оригинальной редакции «Нового общего каталога».
Является сейфертовской галактикой типа I. Возможно, отождествляется с рентгеновским источником 4U0223+31. В 10 килопарсек к северу от NGC 931 находится маленькая галактика, являющаяся её спутником. В её спектре содержатся сильные, но более узкие эмиссионные линии, чем в NGC 931. Активность спутника может быть вызвана гравитационным взаимодействием с ней.
Предположительно, NGC 931 имеет бар, так как в её диске имеется асимметрия скоростей ионизированного газа, указывающая на сильные отклонения газа от круговых движений, которые обычно вызываются гравитационным возмущением от массивного бара длиной 20 килопарсек.
В NGC 931 произошёл взрыв сверхновой SN 2009lw.
Галактика NGC 931 входит в состав группы галактик NGC 940. Помимо NGC 931 в группу также входят NGC 940, UGC 1856, UGC 1963, UGC 2008, CGCG 504-97, PGC 9400 и UGC 1935.